# Kastanjespett
Kastanjespett (Celeus castaneus) är en fågel i familjen hackspettar inom ordningen hackspettartade fåglar.

## Utseende
Kastanjespetten är en färgglad medelstor tofsförsedd hackspett. Båda könen är bjärt kastanjebruna, med en blond spretig huvudtofs. Hanen har ett rött mustaschstreck.

## Utbredning och systematik
Fågeln förekommer i sluttningen mot Karibien från södra Mexiko (Veracruz) till västra Panama. Den behandlas som monotypisk, det vill säga att den inte delas in i några underarter.

## Levnadssätt
Kastanjespetten hittas i fuktiga tropiska låglänta områden. Där är den en ovanlig fågel i städsegrön skog och skogsbryn, även i intilliggande gläntor och hyggen med större träd. Den födosöker huvudsakligen medelhögt till högt upp och är då ofta rätt tillbakadragen.

## Status och hot
Arten har ett stort utbredningsområde, men tros minska i antal, dock inte tillräckligt kraftigt för att den ska betraktas som hotad. Internationella naturvårdsunionen IUCN listar arten som livskraftig (LC). Beståndet uppskattas till i storleksordningen 50 000 till en halv miljon vuxna individer.